# Johannes von Lune
Johannes von Lune (auch Johann von Lune; als Erzbischof von Riga Johann[es] I.; † 1284) war von 1273 bis 1284 Erzbischof von Riga.

## Leben
Johannes von Lune, dessen Herkunft nicht bekannt ist, ist erstmals für das Jahr 1269 als Domherr und Cellerar von Riga belegt. Nach dem Tod des Erzbischofs Albert Suerbeer wurde er vermutlich im März 1273 vom Rigaer Domkapitel zu dessen Nachfolger gewählt. Am 21. Mai 1373 beauftragte Papst Gregor X. den Abt des Zisterzienserklosters Dünamünde sowie den Prior der Dominikaner und den Guardian der Rigaer Franziskaner, die Eignung des Elekten Johannes zu überprüfen und ihn sodann an die Kurie zu schicken, wo ihm die päpstliche Bestätigung erteilt werden sollte. Nachdem er diese vor dem 5. November 1274 in Lyon erhielt, erfolgte die Bischofsweihe durch den Kardinalbischof von Porto e S. Rufina, den Zisterzienser Johannes von Toledo. 1275 kehrte Johannes von Lune über Lübeck nach Riga zurück. 
Während der Abwesenheit des gewählten aber noch nicht bestätigten Johannes von Lune ließ sich der Deutsche Orden vom römisch-deutschen König Rudolf I. die Gerichtshoheit über die Stadt Riga erteilen, die bis dahin dem Erzstift gehörte. 1275 bestätigte Johannes von Lune den Lübecker Kaufleuten die bisherigen Privilegien. 1283 bestätigte er dem Kulmer Domkapitel den Wechsel von der Augustinerregel zur Regel des Deutschen Ordens. Ein gutes Verhältnis unterhielt er vermutlich zum livländischen Zweig des Deutschen Ordens. Er starb 1284; Sterbe- und Bestattungsort sind nicht bekannt.